# Уса (притока Березини)
Уса — річка в Білорусі у Червенському й Березинському районах Мінської області. Права притока річки Березини (басейн Дніпра).

## Опис
Довжина річки 55 км, похил річки 0,7 м/км , площа басейну водозбіру 549 км² , середньорічний стік 3,3 м³/с . Формується притоками та безіменними струмками .

## Розташування
Бере початок із озера Дике за 15 км на північно-східній стороні від міста Червень. Тече переважно на південний схід і за 1,5 км на північно-східній стороні від села Якшіци впадає у річку Березину, праву притоку річки Дніпра.